# Liste von Seen in Georgien
Dies ist eine Liste großer und wichtiger Seen in Georgien. Aufgenommen sind sowohl natürliche Seen des Landes als auch Stauseen. Der größte See ist der Parawani mit 37,5 km² Fläche. Der Zalka-Stausee hat je nach Wasserstand eine Fläche von 28–37,7 km². Die Enguri-Staumauer des Engurissees war bis 2013 die höchste Bogenstaumauer der Welt. Seit Sommer 2015 ist sie als Kulturerbe von nationaler Bedeutung eingestuft.

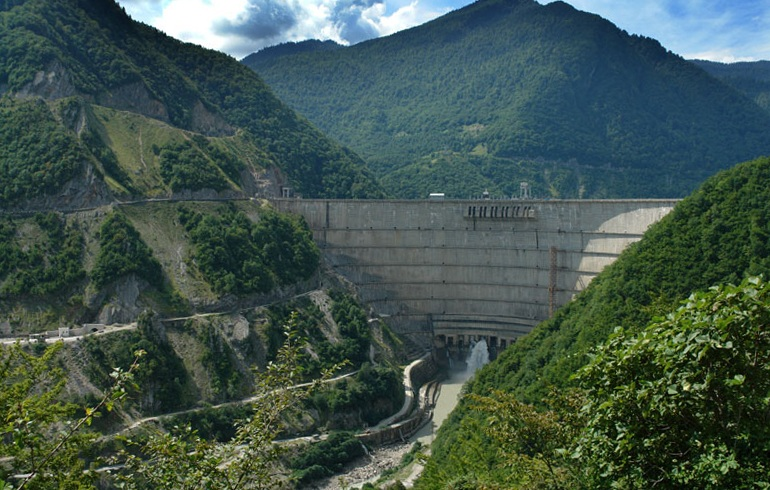
Enguri-Staumauer

## Seen nach Größe
Hier sind die größten Seen Georgiens aufgelistet.
S: Stausee

N: Natürlicher See
| See                                   | Art | Fläche (km²) | Tiefe (m) | Höhe m ü.NHN | Region und Lage                     | Bemerkungen                                                                                               | Bild                                  |
| ------------------------------------- | --- | ------------ | --------- | ------------ | ----------------------------------- | --- | ------------------------------------- |
| Parawani ფარავანი                     | N   | 37,5         | 3,3       | 2073         | Samzche-Dschawachetien (Lage)       | Größter See des Landes                                                                                    | Parawani                              |
| Zalka-Stausee წალკის წყალსაცავი       | S   | 33,7         | 25,0      | 1506         | Niederkartlien (Lage)               | Wasserkraftwerk mit 120 MW                                                                                | Zalka-Stausee                         |
| Karzachi-See კარწახის ტბა Aktaş Gölü  | N   | 27           | 1,0       | 1799         | Samzche-Dschawachetien (Lage)       | Die Grenze zur Türkei läuft quer durch den See; militärisch abgesperrtes Gebiet.                          | Karzachi-See                          |
| Paliastomi-See პალიასტომი             | N   | 18,2         | 3,2       | −0,3         | Mingrelien und Oberswanetien (Lage) | Kolkheti-Nationalpark                                                                                     | Paliastomi-See                        |
| Tabatsquri-See ტაბაწყური              | N   | 14,2         | 40,2      | 1997         | Samzche-Dschawachetien (Lage)       | | Paliastomi-See                        |
| Khanchali-See ხანჩალის ტბა            | N   | 13,3         | 0,7       | 1928         | Samzche-Dschawachetien (Lage)       | | Khanchali-See                         |
| Enguri-Stausee                        | S   | 13,1         |           | 510          | Mingrelien und Oberswanetien (Lage) | Zweithöchste Bogenstaumauer der Welt mit 271,5 Metern Höhe.                                               | Enguri-See                            |
| Tiflisser Meer თბილისის ზღვა          | S   | 11,6         | 26,6      | 800          | Tiflis (Lage)                       | Auch als Tiflisser Stausee benannt (თბილისის წყალსაცავი), wichtiger Erholungsort in der Hauptstadtregion. | Tiflisser Meer (Luftbild)             |
| Schinwali-Stausee ჟინვალის წყალსაცავი | S   | 11,5         | 75        |              | Mzcheta-Mtianeti (Lage)             | Kraftwerk mit 130 MW.                                                                                     | Schinwali-Stausee                     |
| Jandari-See ჯანდარის ტბა Candargöl    | N   | 10,6         | 7,2       | 291          | Niederkartlien (Lage)               | Der See liegt zu einem Drittel auf aserbaidschanischem Gebiet.                                            | Jandari-See                           |
| Madatapa-See მადათაფა                 | N   | 8,8          | 1,7       | 2108         | Samzche-Dschawachetien (Lage)       | Brutgebiet des Krauskopfpelikans                                                                          |                                       |
| Sioni-Stausee სიონის წყალსაცავი       | S   | 5,8          |           | 1040         | Mzcheta-Mtianeti (Lage)             | | Sioni-Stausee                         |
| Saghamo-See საღამოს ტბა               | N   | 4,8          | 2,3       | 1996         | Samzche-Dschawachetien (Lage)       | | Saghamo-See                           |
| Riza-See რიწა                         | N   | 1,5          | 101,0     | 884          | A. R. Abchasien (Lage)              | Abchasien! / Stalin                                                                                       | Riza-See                              |
| Algeti-Stausee ალგეთის წყალსაცავი     | S   | 1,38         |           |              | Niederkartlien (Lage)               | | Algeti-Stausee bei mittlerer Stauhöhe |
| Keli-See ყელის ტბა                    | N   | 1,3          | 63,0      | 2914         | Südossetien (Lage)                  | | Keli-See                              |
| Bazaleti-See ბაზალეთის ტბა            | N   | 1,2          | 7,0       | 878          | Mzcheta-Mtianeti (Lage)             | Ort der Schlacht von Bazaleti (1626).                                                                     | Bazaleti-See                          |

## Weitere Seen in Georgien
- Grüner See in Adscharien, 5 Hektar Fläche

Seen in der Hauptstadt-Region Tiflis
- Lisi-See, 0,47 km²
- Schildkrötensee, 3,4 Hektar